# Élevage de chinchillas

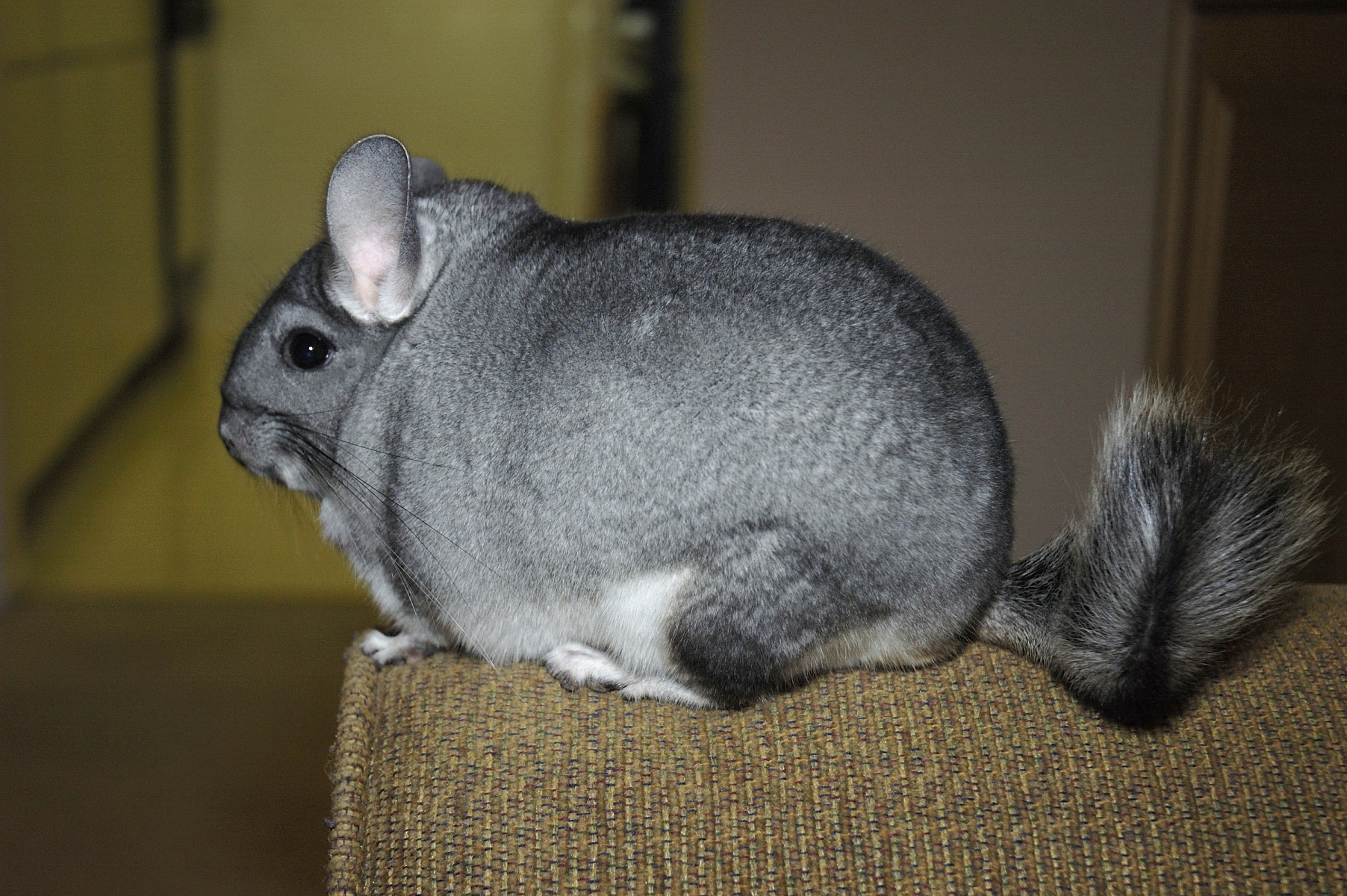
Chinchilla domestique adulte.

L'élevage de chinchillas est l'ensemble des opérations visant à faire reproduire (en) le chinchilla domestique (Chinchilla chinchilla × Chinchilla lanigera) au profit de l'activité humaine. Cet animal domestique est un probable hybride entre le Chinchilla à queue courte (Chinchilla chinchilla) et le Chinchilla à longue queue (Chinchilla lanigera), avec une forte proportion génétique pour ce dernier. Cet élevage a pour objet principal la production de fourrure (de), d'animaux de compagnie et de laboratoires. Il se pratique surtout en Amérique du Nord et en Europe du Nord.